# Рейган, Кевин
Кевин Рейган (англ. Kevin Reagan) — трехкратный лауреат премии Грэмми, графический дизайнер и арт-директор. Также удостоен награды AIGA, Print и Communication Arts. Он создал обложки для признанных критиками и коммерчески успешных альбомов Мадонны, The Foo Fighters, Бека, Дикси Чикс, Guns N 'Roses, Аланис Мориссетт, Пэт Метени, Svoy, Sonic Youth, а также других известных музыкантов. В разное время Рейган был арт-директором Maverick Records, MCA Records и Geffen Records.
Он является автором обложки книги «Алекс Штайнвайс Изобретатель обложки современного альбома» (2009, Taschen).